# Heteroderes tabularis
Heteroderes tabularis là một loài bọ cánh cứng trong họ Elateridae. Loài này được Vats & Chauhan miêu tả khoa học năm 1993.